# Lista över kommuner i departementet Charente

Departementet Charentes läge i Frankrike.

Detta är en lista över de 404 kommunerna i departementet Charente i Frankrike.
| Insee-nummer | Postnummer | Kommun                      |
| ------------ | ---------- | --------------------------- |
| 16001        | 16500      | Abzac                       |
| 16002        | 16700      | Les Adjots                  |
| 16003        | 16110      | Agris                       |
| 16004        | 16190      | Aignes-et-Puypéroux         |
| 16005        | 16140      | Aigre                       |
| 16007        | 16490      | Alloue                      |
| 16008        | 16140      | Ambérac                     |
| 16009        | 16490      | Ambernac                    |
| 16010        | 16300      | Ambleville                  |
| 16011        | 16560      | Anais                       |
| 16012        | 16130      | Angeac-Champagne            |
| 16013        | 16120      | Angeac-Charente             |
| 16014        | 16300      | Angeduc                     |
| 16015        | 16000      | Angoulême                   |
| 16016        | 16500      | Ansac-sur-Vienne            |
| 16017        | 16170      | Anville                     |
| 16018        | 16130      | Ars                         |
| 16019        | 16290      | Asnières-sur-Nouère         |
| 16020        | 16390      | Aubeterre-sur-Dronne        |
| 16021        | 16250      | Aubeville                   |
| 16023        | 16460      | Aunac                       |
| 16024        | 16560      | Aussac-Vadalle              |
| 16025        | 16360      | Baignes-Sainte-Radegonde    |
| 16026        | 16430      | Balzac                      |
| 16027        | 16140      | Barbezières                 |
| 16028        | 16300      | Barbezieux-Saint-Hilaire    |
| 16029        | 16210      | Bardenac                    |
| 16030        | 16300      | Barret                      |
| 16031        | 16700      | Barro                       |
| 16032        | 16120      | Bassac                      |
| 16033        | 16460      | Bayers                      |
| 16034        | 16210      | Bazac                       |
| 16035        | 16450      | Beaulieu-sur-Sonnette       |
| 16036        | 16250      | Bécheresse                  |
| 16037        | 16210      | Bellon                      |
| 16038        | 16350      | Benest                      |
| 16039        | 16700      | Bernac                      |
| 16040        | 16480      | Berneuil                    |
| 16041        | 16250      | Bessac                      |
| 16042        | 16140      | Bessé                       |
| 16043        | 16170      | Bignac                      |
| 16044        | 16700      | Bioussac                    |
| 16045        | 16120      | Birac                       |
| 16046        | 16250      | Blanzac-Porcheresse         |
| 16047        | 16320      | Blanzaguet-Saint-Cybard     |
| 16048        | 16480      | Boisbreteau                 |
| 16049        | 16390      | Bonnes                      |
| 16050        | 16120      | Bonneuil                    |
| 16051        | 16170      | Bonneville                  |
| 16052        | 16190      | Bors                        |
| 16053        | 16360      | Bors                        |
| 16054        | 16350      | Le Bouchage                 |
| 16055        | 16410      | Bouëx                       |
| 16056        | 16200      | Bourg-Charente              |
| 16057        | 16120      | Bouteville                  |
| 16058        | 16100      | Boutiers-Saint-Trojan       |
| 16059        | 16240      | Brettes                     |
| 16060        | 16370      | Bréville                    |
| 16061        | 16590      | Brie                        |
| 16062        | 16300      | Brie-sous-Barbezieux        |
| 16063        | 16210      | Brie-sous-Chalais           |
| 16064        | 16420      | Brigueuil                   |
| 16065        | 16500      | Brillac                     |
| 16066        | 16480      | Brossac                     |
| 16067        | 16110      | Bunzac                      |
| 16068        | 16260      | Cellefrouin                 |
| 16069        | 16230      | Cellettes                   |
| 16070        | 16150      | Chabanais                   |
| 16071        | 16150      | Chabrac                     |
| 16072        | 16250      | Chadurie                    |
| 16073        | 16210      | Chalais                     |
| 16074        | 16300      | Challignac                  |
| 16075        | 16250      | Champagne-Vigny             |
| 16076        | 16350      | Champagne-Mouton            |
| 16077        | 16290      | Champmillon                 |
| 16078        | 16430      | Champniers                  |
| 16079        | 16360      | Chantillac                  |
| 16081        | 16140      | La Chapelle                 |
| 16082        | 16320      | Charmant                    |
| 16083        | 16140      | Charmé                      |
| 16084        | 16380      | Charras                     |
| 16085        | 16260      | Chasseneuil-sur-Bonnieure   |
| 16086        | 16150      | Chassenon                   |
| 16087        | 16350      | Chassiecq                   |
| 16088        | 16200      | Chassors                    |
| 16089        | 16100      | Châteaubernard              |
| 16090        | 16120      | Châteauneuf-sur-Charente    |
| 16091        | 16480      | Châtignac                   |
| 16092        | 16320      | Chavenat                    |
| 16093        | 16380      | Chazelles                   |
| 16094        | 16460      | Chenommet                   |
| 16095        | 16460      | Chenon                      |
| 16096        | 16310      | Cherves-Châtelars           |
| 16097        | 16370      | Cherves-Richemont           |
| 16098        | 16240      | La Chèvrerie                |
| 16099        | 16480      | Chillac                     |
| 16100        | 16150      | Chirac                      |
| 16101        | 16440      | Claix                       |
| 16102        | 16100      | Cognac                      |
| 16103        | 16320      | Combiers                    |
| 16104        | 16700      | Condac                      |
| 16105        | 16360      | Condéon                     |
| 16106        | 16500      | Confolens                   |
| 16107        | 16560      | Coulgens                    |
| 16108        | 16330      | Coulonges                   |
| 16109        | 16200      | Courbillac                  |
| 16110        | 16240      | Courcôme                    |
| 16111        | 16190      | Courgeac                    |
| 16112        | 16210      | Courlac                     |
| 16113        | 16400      | La Couronne                 |
| 16114        | 16460      | Couture                     |
| 16115        | 16250      | Cressac-Saint-Genis         |
| 16116        | 16300      | Criteuil-la-Magdeleine      |
| 16117        | 16210      | Curac                       |
| 16118        | 16190      | Deviat                      |
| 16119        | 16410      | Dignac                      |
| 16120        | 16410      | Dirac                       |
| 16121        | 16290      | Douzat                      |
| 16122        | 16140      | Ébréon                      |
| 16123        | 16170      | Échallat                    |
| 16124        | 16220      | Écuras                      |
| 16125        | 16320      | Édon                        |
| 16127        | 16240      | Empuré                      |
| 16128        | 16490      | Épenède                     |
| 16129        | 16120      | Éraville                    |
| 16130        | 16210      | Les Essards                 |
| 16131        | 16500      | Esse                        |
| 16132        | 16150      | Étagnac                     |
| 16133        | 16250      | Étriac                      |
| 16134        | 16150      | Exideuil                    |
| 16135        | 16220      | Eymouthiers                 |
| 16136        | 16700      | La Faye                     |
| 16137        | 16380      | Feuillade                   |
| 16138        | 16730      | Fléac                       |
| 16139        | 16200      | Fleurac                     |
| 16140        | 16230      | Fontclaireau                |
| 16141        | 16230      | Fontenille                  |
| 16142        | 16240      | La Forêt-de-Tessé           |
| 16143        | 16410      | Fouquebrune                 |
| 16144        | 16140      | Fouqueure                   |
| 16145        | 16200      | Foussignac                  |
| 16146        | 16410      | Garat                       |
| 16147        | 16320      | Gardes-le-Pontaroux         |
| 16148        | 16170      | Genac                       |
| 16149        | 16270      | Genouillac                  |
| 16150        | 16130      | Gensac-la-Pallue            |
| 16151        | 16130      | Genté                       |
| 16152        | 16130      | Gimeux                      |
| 16153        | 16200      | Gondeville                  |
| 16154        | 16160      | Gond-Pontouvre              |
| 16155        | 16140      | Les Gours                   |
| 16156        | 16170      | Gourville                   |
| 16157        | 16450      | Le Grand-Madieu             |
| 16158        | 16380      | Grassac                     |
| 16160        | 16300      | Guimps                      |
| 16161        | 16480      | Guizengeard                 |
| 16162        | 16320      | Gurat                       |
| 16163        | 16290      | Hiersac                     |
| 16164        | 16490      | Hiesse                      |
| 16165        | 16200      | Houlette                    |
| 16166        | 16340      | L'Isle-d'Espagnac           |
| 16167        | 16200      | Jarnac                      |
| 16168        | 16560      | Jauldes                     |
| 16169        | 16100      | Javrezac                    |
| 16170        | 16190      | Juignac                     |
| 16171        | 16130      | Juillac-le-Coq              |
| 16172        | 16320      | Juillaguet                  |
| 16173        | 16230      | Juillé                      |
| 16174        | 16200      | Julienne                    |
| 16175        | 16250      | Jurignac                    |
| 16176        | 16300      | Lachaise                    |
| 16177        | 16120      | Ladiville                   |
| 16178        | 16300      | Lagarde-sur-le-Né           |
| 16179        | 16300      | Lamérac                     |
| 16180        | 16390      | Laprade                     |
| 16181        | 16500      | Lessac                      |
| 16182        | 16420      | Lesterps                    |
| 16183        | 16310      | Lésignac-Durand             |
| 16184        | 16460      | Lichères                    |
| 16185        | 16140      | Ligné                       |
| 16186        | 16130      | Lignières-Sonneville        |
| 16187        | 16730      | Linars                      |
| 16188        | 16310      | Le Lindois                  |
| 16189        | 16700      | Londigny                    |
| 16190        | 16240      | Longré                      |
| 16191        | 16230      | Lonnes                      |
| 16192        | 16270      | Roumazières-Loubert         |
| 16193        | 16100      | Louzac-Saint-André          |
| 16194        | 16140      | Lupsault                    |
| 16195        | 16450      | Lussac                      |
| 16196        | 16230      | Luxé                        |
| 16197        | 16240      | La Magdeleine               |
| 16198        | 16320      | Magnac-Lavalette-Villars    |
| 16199        | 16600      | Magnac-sur-Touvre           |
| 16200        | 16230      | Maine-de-Boixe              |
| 16201        | 16250      | Mainfonds                   |
| 16202        | 16200      | Mainxe                      |
| 16203        | 16380      | Mainzac                     |
| 16204        | 16120      | Malaville                   |
| 16205        | 16500      | Manot                       |
| 16206        | 16230      | Mansle                      |
| 16207        | 16140      | Marcillac-Lanville          |
| 16208        | 16170      | Mareuil                     |
| 16209        | 16110      | Marillac-le-Franc           |
| 16210        | 16570      | Marsac                      |
| 16211        | 16380      | Marthon                     |
| 16212        | 16310      | Massignac                   |
| 16213        | 16310      | Mazerolles                  |
| 16214        | 16270      | Mazières                    |
| 16215        | 16210      | Médillac                    |
| 16216        | 16200      | Mérignac                    |
| 16217        | 16100      | Merpins                     |
| 16218        | 16370      | Mesnac                      |
| 16220        | 16200      | Les Métairies               |
| 16221        | 16140      | Mons                        |
| 16222        | 16620      | Montboyer                   |
| 16223        | 16220      | Montbron                    |
| 16224        | 16300      | Montchaude                  |
| 16225        | 16310      | Montembœuf                  |
| 16226        | 16330      | Montignac-Charente          |
| 16227        | 16390      | Montignac-le-Coq            |
| 16228        | 16170      | Montigné                    |
| 16229        | 16240      | Montjean                    |
| 16230        | 16190      | Montmoreau-Saint-Cybard     |
| 16231        | 16420      | Montrollet                  |
| 16232        | 16600      | Mornac                      |
| 16233        | 16120      | Mosnac                      |
| 16234        | 16290      | Moulidars                   |
| 16236        | 16440      | Mouthiers-sur-Boëme         |
| 16237        | 16460      | Mouton                      |
| 16238        | 16460      | Moutonneau                  |
| 16239        | 16310      | Mouzon                      |
| 16240        | 16390      | Nabinaud                    |
| 16241        | 16230      | Nanclars                    |
| 16242        | 16700      | Nanteuil-en-Vallée          |
| 16243        | 16200      | Nercillac                   |
| 16244        | 16440      | Nersac                      |
| 16245        | 16270      | Nieuil                      |
| 16246        | 16190      | Nonac                       |
| 16247        | 16120      | Nonaville                   |
| 16248        | 16140      | Oradour                     |
| 16249        | 16500      | Oradour-Fanais              |
| 16250        | 16220      | Orgedeuil                   |
| 16251        | 16480      | Oriolles                    |
| 16252        | 16210      | Orival                      |
| 16253        | 16240      | Paizay-Naudouin-Embourie    |
| 16254        | 16390      | Palluaud                    |
| 16255        | 16450      | Parzac                      |
| 16256        | 16480      | Passirac                    |
| 16257        | 16250      | Péreuil                     |
| 16258        | 16250      | Pérignac                    |
| 16259        | 16270      | La Péruse                   |
| 16260        | 16390      | Pillac                      |
| 16261        | 16260      | Les Pins                    |
| 16262        | 16170      | Plaizac                     |
| 16263        | 16250      | Plassac-Rouffiac            |
| 16264        | 16490      | Pleuville                   |
| 16267        | 16190      | Poullignac                  |
| 16268        | 16700      | Poursac                     |
| 16269        | 16110      | Pranzac                     |
| 16270        | 16150      | Pressignac                  |
| 16271        | 16400      | Puymoyen                    |
| 16272        | 16230      | Puyréaux                    |
| 16273        | 16240      | Raix                        |
| 16274        | 16110      | Rancogne                    |
| 16275        | 16140      | Ranville-Breuillaud         |
| 16276        | 16360      | Reignac                     |
| 16277        | 16200      | Réparsac                    |
| 16279        | 16210      | Rioux-Martin                |
| 16280        | 16110      | Rivières                    |
| 16281        | 16110      | La Rochefoucauld            |
| 16282        | 16110      | La Rochette                 |
| 16283        | 16320      | Ronsenac                    |
| 16284        | 16210      | Rouffiac                    |
| 16285        | 16320      | Rougnac                     |
| 16286        | 16170      | Rouillac                    |
| 16287        | 16440      | Roullet-Saint-Estèphe       |
| 16289        | 16310      | Roussines                   |
| 16290        | 16220      | Rouzède                     |
| 16291        | 16600      | Ruelle-sur-Touvre           |
| 16292        | 16700      | Ruffec                      |
| 16293        | 16310      | Saint-Adjutory              |
| 16294        | 16190      | Saint-Amant                 |
| 16295        | 16330      | Saint-Amant-de-Boixe        |
| 16296        | 16230      | Saint-Amant-de-Bonnieure    |
| 16297        | 16120      | Graves-Saint-Amant          |
| 16298        | 16170      | Saint-Amant-de-Nouère       |
| 16300        | 16230      | Saint-Angeau                |
| 16301        | 16300      | Saint-Aulais-la-Chapelle    |
| 16302        | 16210      | Saint-Avit                  |
| 16303        | 16300      | Saint-Bonnet                |
| 16304        | 16100      | Saint-Brice                 |
| 16306        | 16420      | Saint-Christophe            |
| 16307        | 16230      | Saint-Ciers-sur-Bonnieure   |
| 16308        | 16450      | Saint-Claud                 |
| 16309        | 16230      | Sainte-Colombe              |
| 16310        | 16350      | Saint-Coutant               |
| 16312        | 16170      | Saint-Cybardeaux            |
| 16314        | 16190      | Saint-Eutrope               |
| 16315        | 16480      | Saint-Félix                 |
| 16316        | 16130      | Saint-Fort-sur-le-Né        |
| 16317        | 16140      | Saint-Fraigne               |
| 16318        | 16460      | Saint-Front                 |
| 16320        | 16570      | Saint-Genis-d'Hiersac       |
| 16321        | 16700      | Saint-Georges               |
| 16322        | 16500      | Saint-Germain-de-Confolens  |
| 16323        | 16380      | Saint-Germain-de-Montbron   |
| 16325        | 16700      | Saint-Gourson               |
| 16326        | 16230      | Saint-Groux                 |
| 16328        | 16190      | Saint-Laurent-de-Belzagot   |
| 16329        | 16450      | Saint-Laurent-de-Céris      |
| 16330        | 16100      | Saint-Laurent-de-Cognac     |
| 16331        | 16480      | Saint-Laurent-des-Combes    |
| 16332        | 16250      | Saint-Léger                 |
| 16334        | 16190      | Saint-Martial               |
| 16335        | 16700      | Saint-Martin-du-Clocher     |
| 16336        | 16260      | Saint-Mary                  |
| 16337        | 16500      | Saint-Maurice-des-Lions     |
| 16338        | 16300      | Saint-Médard                |
| 16339        | 16170      | Auge-Saint-Médard           |
| 16340        | 16720      | Saint-Même-les-Carrières    |
| 16341        | 16470      | Saint-Michel                |
| 16342        | 16300      | Saint-Palais-du-Né          |
| 16343        | 16130      | Saint-Preuil                |
| 16344        | 16110      | Saint-Projet-Saint-Constant |
| 16345        | 16150      | Saint-Quentin-sur-Charente  |
| 16346        | 16210      | Saint-Quentin-de-Chalais    |
| 16347        | 16210      | Saint-Romain                |
| 16348        | 16290      | Saint-Saturnin              |
| 16349        | 16200      | Sainte-Sévère               |
| 16350        | 16390      | Saint-Séverin               |
| 16351        | 16120      | Saint-Simeux                |
| 16352        | 16120      | Saint-Simon                 |
| 16353        | 16220      | Saint-Sornin                |
| 16354        | 16480      | Sainte-Souline              |
| 16355        | 16370      | Saint-Sulpice-de-Cognac     |
| 16356        | 16460      | Saint-Sulpice-de-Ruffec     |
| 16357        | 16480      | Saint-Vallier               |
| 16358        | 16710      | Saint-Yrieix-sur-Charente   |
| 16359        | 16130      | Salles-d'Angles             |
| 16360        | 16300      | Salles-de-Barbezieux        |
| 16361        | 16700      | Salles-de-Villefagnan       |
| 16362        | 16190      | Salles-Lavalette            |
| 16363        | 16420      | Saulgond                    |
| 16364        | 16310      | Sauvagnac                   |
| 16365        | 16480      | Sauvignac                   |
| 16366        | 16130      | Segonzac                    |
| 16368        | 16410      | Sers                        |
| 16369        | 16200      | Sigogne                     |
| 16370        | 16440      | Sireuil                     |
| 16371        | 16170      | Sonneville                  |
| 16372        | 16380      | Souffrignac                 |
| 16373        | 16240      | Souvigné                    |
| 16374        | 16800      | Soyaux                      |
| 16375        | 16260      | Suaux                       |
| 16376        | 16270      | Suris                       |
| 16377        | 16260      | La Tâche                    |
| 16378        | 16700      | Taizé-Aizie                 |
| 16379        | 16110      | Taponnat-Fleurignac         |
| 16380        | 16360      | Le Tâtre                    |
| 16381        | 16240      | Theil-Rabier                |
| 16382        | 16410      | Torsac                      |
| 16383        | 16560      | Tourriers                   |
| 16384        | 16360      | Touvérac                    |
| 16385        | 16600      | Touvre                      |
| 16386        | 16120      | Touzac                      |
| 16387        | 16200      | Triac-Lautrait              |
| 16388        | 16730      | Trois-Palis                 |
| 16389        | 16350      | Turgon                      |
| 16390        | 16140      | Tusson                      |
| 16391        | 16700      | Tuzie                       |
| 16392        | 16460      | Valence                     |
| 16393        | 16330      | Vars                        |
| 16394        | 16320      | Vaux-Lavalette              |
| 16395        | 16170      | Vaux-Rouillac               |
| 16396        | 16460      | Ventouse                    |
| 16397        | 16140      | Verdille                    |
| 16398        | 16310      | Verneuil                    |
| 16399        | 16130      | Verrières                   |
| 16400        | 16510      | Verteuil-sur-Charente       |
| 16401        | 16330      | Vervant                     |
| 16402        | 16120      | Vibrac                      |
| 16403        | 16350      | Le Vieux-Cérier             |
| 16404        | 16350      | Vieux-Ruffec                |
| 16405        | 16300      | Vignolles                   |
| 16406        | 16220      | Vilhonneur                  |
| 16408        | 16320      | Villebois-Lavalette         |
| 16409        | 16240      | Villefagnan                 |
| 16410        | 16700      | Villegats                   |
| 16411        | 16140      | Villejésus                  |
| 16412        | 16560      | Villejoubert                |
| 16413        | 16240      | Villiers-le-Roux            |
| 16414        | 16230      | Villognon                   |
| 16415        | 16430      | Vindelle                    |
| 16416        | 16310      | Vitrac-Saint-Vincent        |
| 16417        | 16120      | Viville                     |
| 16418        | 16400      | Vœuil-et-Giget              |
| 16419        | 16330      | Vouharte                    |
| 16420        | 16250      | Voulgézac                   |
| 16421        | 16220      | Vouthon                     |
| 16422        | 16410      | Vouzan                      |
| 16423        | 16330      | Xambes                      |
| 16424        | 16210      | Yviers                      |
| 16425        | 16110      | Yvrac-et-Malleyrand         |